# Halle der Ahnenverehrung
Die Halle Fengxiandian bzw. Halle der Ahnenverehrung (奉先殿, englisch Hall for Ancestral Worship) ist eine historische Stätte im Pekinger Kaiserpalast. Sie wurde 1656 während der Qing-Dynastie erbaut und diente dem Kaiser als Familientempel. Heute dient sie als Ausstellungshalle für historische Kunstgegenstände. 